# Vichy Air Transport
"Prenez l'avion !"
Vichy Air Transport était une compagnie aérienne française basée sur l'Aéroport de Vichy-Charmeil assurant la ligne vers Paris-Le Bourget.

## Histoire
En 1986, naissait Vichy-Entreprendre (présidé par Philippe Beaudonnet et coanimé par Bruno Pinard-Legry, chargé de mission  ), un club d'une quarantaine de chefs d'entreprise du bassin industriel de Vichy et représentant près de 6 000 emplois, créé pour "secouer Vichy".
En 1988, Vichy-Entreprendre en association avec les deux chambres de Commerce de l'époque (CCI Moulin-Vichy et Montluçon-Gannat) et le Conseil Général de l'Allier décidaient de faire naitre la compagnie "Vichy Air Transport" sous la base d'une association (loi 1901). 
L’association crée une ligne aérienne autofinancée à 80%, Vichy– Paris pour pallier un train qui n’arrive à Paris qu’à 10h et pour faire vivre l'aéroport de Vichy qui n'a plus de ligne commerciale.
L'avion reliait 3 jours par semaine, l'aéroport de Vichy à celui de Paris-Le Bourget (Terminal d'affaires Transair), et partait de Vichy à 07h00 pour un retour à 09h50, puis à 18h00 pour un retour à 20h50 (horaires et fréquences 1989). La durée de vol était de 01h10. 
Un navette gratuite desservait Le Bourget à la gare RER pour rejoindre soit le centre de Paris, soit l'aéroport international de Roissy-Charles de Gaulle.
L'avion utilisé appartenait à la "Société des Anciens Établissements Matheix" (SAEM), la plus ancienne entreprise d'électricité spécialisée dans l'équipement de bâtiments, d'usines et postes de transformation travaillant dans et en dehors de l'Hexagone, un groupe industriel implanté dans le bassin de Vichy et présidé par Alain Pelletier. Le pilote était celui de la SAEM, assisté d'un copilote recruté  pour cette liaison.
Le certificat de transporteur aérien utilisé était celui de Montluçon Air Service.
La cible était la clientèle d'affaires. Il fallait adhérer à l'association pour 50 francs pour pouvoir réserver une place à bord.( Un modèle emprunté à la liaison Paris-Cherbourg, pour  faciliter  les transports liés à la Hague et desservi par la Cie Air Atlantique.) 
Les réservations pouvaient se faire via l'agence de voyages "TPN Voyages" basée à Vichy et présidée par Bernard Baylaucy.
Vichy Air Transport transportait environ 3 600 passagers à l'année avec un taux de remplissage de 80%.
Le siège social de la compagnie était établi 1 Avenue du Président Eisenhower au siège de Vichy-Entreprendre, dans la galerie marchande près de la Compagnie Fermière de Vichy (Thermes).
La compagnie cessa ses vols en mars 1990 pour plusieurs raisons:
- La nouvelle escale imposée à Paris-Orly était plus contraignante (coût, créneau horaire, non-proximité avec la plateforme de Paris-Roissy)[7],
- Un nouvel horaire de train au départ de la gare de Vichy permettant d'arriver sur Paris plus tôt[7],
- Le hub de l'aéroport de Clermont-Ferrand qui se développait avec la compagnie Régional Airlines[7].

## Le réseau
- Paris-Le Bourget
- Paris-Orly (1990)

## Flotte
- Beechcraft King Air 90 immatriculé F-GHEM.